# Anton Zeilinger
Anton Zeilinger (Ried im Innkreis, 20 de maio de 1945) é um físico quântico austríaco. É atualmente professor de física na Universidade de Viena, e foi previamente professor na Universidade de Innsbruck. É diretor no ramo de Viena do Instituto de Óptica Quântica e Informação Quântica (IQOQI) da Academia de Ciências da Áustria. É pioneiro no novo campo da Informação Quântica e reconhecido por suas conquistas no teletransporte quântico de fótons.
Foi laureado com o Nobel de Física de 2022, juntamente com Alain Aspect e John Clauser, "pelos experimentos com fótons emaranhados, estabelecendo a violação das desigualdades de Bell e sendo pioneiros na ciência da informação quântica".

## Biografia
Anton Zeilinger nasceu em 1945 em Ried im Innkreis, Alta Áustria, Áustria. Ele estudou física e matemática na Universidade de Viena de 1963 a 1971. Recebeu o título de PhD pela Universidade de Viena em 1971, com uma tese sobre "Medidas de despolarização de neutrões em um cristal Dy-single" sob a orientação de Helmut Rauch. Ele se qualificou como professor universitário (habilitação) na Universidade Técnica de Viena em 1979.
Zeilinger ocupou cargos na TU Wien e na Universidade de Innsbruck. Ele ocupou cargos de visita no Instituto de Tecnologia de Massachusetts, na Universidade Humboldt em Berlim, no Merton College, Oxford e no Collège de France (Chaire Internationale) em Paris. Anton Zeilinger é atualmente professor emérito de física na Universidade de Viena e cientista senior no Instituto de Óptica Quântica e Informação Quântica da Academia Austríaca de Ciências. Ele foi presidente da Academia Austríaca de Ciências de 2013 até 2022. Desde 2006, Zeilinger é o vice-presidente do conselho de administração do Instituto de Ciência e Tecnologia da Áustria, um projeto ambicioso iniciado pela proposta de Zeilinger. Em 2009, ele fundou a Academia Internacional Traunkirchen, que se dedica ao apoio de estudantes talentosos em ciência e tecnologia. Ele é fã do The Hitchhiker's Guide to the Galaxy de Douglas Adams, chegando ao ponto de nomear seu veleiro "42".
Zeilinger recebeu o Prêmio Wolf de Física em 2010, juntamente com Alain Aspect e John Clauser. Os três também receberam conjuntamente o Prêmio Nobel de Física em 2022. Zeilinger também recebeu a inaugural Medalha Isaac Newton do Instituto de Física, em 2007, e o Prémio Internacional Rei Faisal, em 2005.